# Nestor Combin

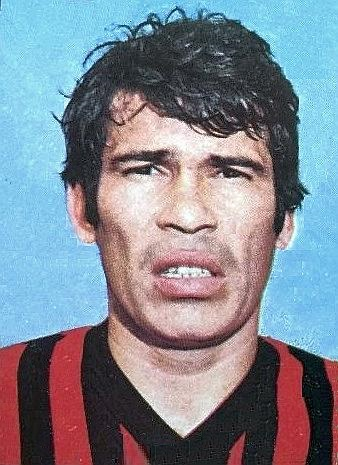
Nestor Combin en 1970.

Néstor Combín (né le 29 décembre 1940 à Las Rosas en Argentine) est un joueur de football international français, argentin d'origine. Il occupait le poste d'attaquant.
Combín porte notamment les couleurs de l'Olympique lyonnais, son premier club professionnel, et de plusieurs équipes italiennes. Avec l'équipe de France, il dispute la coupe du monde de 1966.

## Biographie
Combin, surnommé La Foudre, forme un duo d'attaque fameux avec Fleury Di Nallo à l'Olympique lyonnais. Il remporte notamment avec le club de Lyon la Coupe de France en 1963-64 (où il marque les deux buts de la victoire finale). Lors de cette même saison, il parvient jusqu'en demi-finale de la Coupe d'Europe des vainqueurs de coupe (C2).
Il marque en tout 117 buts dans le championnat de France, dont 68 avec l'Olympique lyonnais.
Ensuite, il joue en Italie à la Juve (jouant son premier match avec les Piémontais le 6 septembre 1964 lors d'une victoire en coupe 2-1 contre Alexandrie), puis à Varese, avant d'intégrer le Torino, où il forme un duo d'attaque puissant avec Luigi Meroni.
Il remporte la coupe d'Italie avec la Juventus (devenant le premier Français à remporter cette épreuve) et la Coupe intercontinentale avec le Milan AC (étant également le premier Français à réaliser cette performance). Il dispute trente-huit matches avec la Juve et marque neuf buts.
Il compte huit sélections avec l'équipe de France entre 1964 et 1968. Il marque quatre buts. Il dispute notamment la coupe du monde de 1966 en Angleterre dont il joue un match.
Il passe sa retraite en France, dans l'Hérault, à Mireval.

## Clubs
Nestor Combin a évolué dans les clubs suivants :
- Club Atletico Fortin Barracas (Rosario)
- 1959 - 1964 :  Olympique lyonnais
- 1964 - 1965 :  Juventus FC
- 1965 - 1966 :  Varèse FC
- 1966 - 1969 :  Torino AC
- 1969 - 1971 :  Milan AC
- 1971 - 1973 :  FC Metz
- 1973 - 1975 :  Red Star
- 1975 - 1976 :  Hyères FC

## Palmarès

### En club
- Vainqueur de la Coupe Intercontinentale en 1969 avec le Milan AC
- Vainqueur de la Coupe de France en 1964 avec l'Olympique lyonnais
- Vainqueur de la Coupe d'Italie en 1965 avec la Juventus Turin et en 1968 avec le Torino
- Finaliste de la Coupe des Villes de Foires en 1965 avec la Juventus Turin
- Finaliste de la Coupe de France en 1963 avec l'Olympique lyonnais

### En équipe de France
- 8 sélections et 4 buts entre 1964 et 1968
- Participation à la Coupe du Monde en 1966 (premier tour)

### Distinction individuelle
- Meilleur buteur du championnat de France de Division 2 en 1974 (24 buts) avec le Red Star